# سيليروزيد
سيليروزيد وهو مركب سام يشتق من نبات العنصل البحري ويستعمل أحيانا مبيدا للقوارض.